# Stazione di Piastra
La stazione di Piastra era una stazione ferroviaria posta sulla ferrovia Marmifera Privata di Carrara al servizio dei bacini marmiferi limitrofi. Attivata nel 1876 e dismessa nel 1964, al 2014 si trova nel parco naturale regionale delle Alpi Apuane, nel territorio del comune di Carrara.

## Storia
La stazione venne inaugurata il 19 agosto 1876, in concomitanza all'apertura al servizio dei primi due tronchi della ferrovia.
Nel 1893 la località viene limitato il servizio di corrispondenza in partenza al trasporto dei marmi.
La stazione operò ininterrottamente fino al 15 maggio 1964, anno in cui la ferrovia fu soppressa a causa della concorrenza su gomma.

## Strutture e impianti
L'impianto disponeva di un fabbricato di servizio che, come per Ravaccione, ospitava anche il servizio sanitario.
Disponeva anch'essa di vari altri fabbricati, di una gru elettrica per il carico e scarico dei marmi e di due binari tronchi che originariamente proseguivano sulla montagna. Questi non erano però adatti ai normali convogli, infatti avevano uno scartamento diverso ed erano in una pendenza che impossibilitava la salita. Erano atti per dei vagoncini da miniera che salivano fino alle vette soprastanti e che trasportavano il materiale fino alla stazione.

## Movimento
Il traffico che interessò l'impianto negli anni di servizio fu esclusivamente merci, dato che sulla linea non si effettuava servizio passeggeri.